# Всемирный лесной дозор
Всемирный лесной дозор (англ. Global Forest Watch) — это веб-приложение для мониторинга лесного покрова планеты в реальном масштабе времени. Приложение создано Институтом мировых ресурсов и другими организациями, в том числе: Google, Агентство США по международному развитию, Университет Мэриленда, ESRI, Vizzuality и многими другими (академическими, некоммерческими, государственными и частными).

## История
В 1997 году Институт мировых ресурсов (с партнёрами) начал создавать систему для глобального мониторинга состояния лесов.
Работа была улучшена после того, как в 2013 году для получения исходных данных стал использоваться применявшийся НАСА спектрорадиометр изображения с умеренным разрешением MODIS. Полученная информация накладывалась на «слой» карты, полученной от Google, Университета Мэриленда, НАСА, Imazon и Terra-i. Обновлённый вариант начал работать с февраля 2014 г., и в него продолжает добавляться новая информация для отслеживания процесса обезлесения. Позднее добавили данные о лесных пожарах и хозяйственном использовании леса.

## Применение
Приложение использовалось, например, для оценки обезлесения в разных регионах планеты; и для выявления и отслеживания незаконной вырубки лесов (главным образом в Индонезии, где на 2008 г. терялось 2 млн гектар ежегодно). Его также использовала Продовольственная и сельскохозяйственная организация ООН (FAO) для оценки лесных ресурсов; их использования; лесоводства и планирования в области лесного хозяйства. Использование приложения позволило выявить, что в 2011-13 гг. РФ и Канада заняли первые места в списке стран с наибольшим обезлесением (более 1/3 от общемирового) — перегнав Бразилию и другие страны с тропическим лесами. В 2015 г. данные НАСА о лесных пожарах, использованные в приложении, помогли выявить незаконное сжигание леса для получения земли для сельскохозяйственного использования, что привело к сильному загрязнению атмосферы в Юго-Восточной Азии. Также приложение использовалось разными компаниями для отслеживания источника получаемых ими продуктов, материалов и сырья для проверки того, что они не вносят вклад в обезлесение.

## Загрязнение атмосферы в странах Юго-Восточной Азии (2015)
Приложение помогло установить, что сильное загрязнение атмосферы в 2015 г. в Индонезии, Вьетнаме, Малайзии, Камбодже, Сингапуре, южной части Таиланда и Филиппинах в 35 % случаев было вызвано сельскохозяйственной деятельностью: для увеличения площади пашни лес сжигали.
По данным Гринпис, половина из 112 тыс. пожаров, выявленных в августе-октябре 2015 г., приходится на торфяники, составляющие лишь 10 % от территории Индонезии. Использование приложения помогло установить, какие именно компании сжигали лес.

## Награды
- United Nations Big Data Climate Challenge (2014) — 1 в списке[22]
- Computerworld Editors' Choice Award (2015)[23]
- Boreal Award, GFW Canada (2010)[24]